# She's Beautiful When She's Angry
She's Beautiful When She's Angry (literalment en català, "Està guapa quan s'emprenya") és un documental estatunidenc, en llengua anglesa a la seva versió original, de 2014 dirigit per Mary Dore. Està produït per Dore i per Nancy Kennedy, el muntatge és de Kennedy i Kate Taverna, i la fotografia és responsabilitat de Svetlana Cvetko.

## Tema
El documental, de noranta-dos minuts de durada, reflexiona sobre la segona onada del feminisme al país on s'ha fet, Estats Units. Hi participen las següents activistes, per ordre alfabètic:
| - Chude Pamela Allen - Alta - Judith Arcana - Nona Willis Aronowitz - Fran Beal - Heather Booth - Rita Mae Brown - Susan Brownmiller - Linda Burnham - Jacqui Ceballos | - Mary Jean Collins - Roxanne Dunbar-Ortiz - Susan Griffin - Muriel Fox - Jo Freeman - Carol Giardina - Karla Jay - Kate Millett - Eleanor Holmes Norton - Denise Oliver-Vélez | - Trina Robbins - Ruth Rosen - Vivian Rothstein - Marlene Sanders - Alix Kates Shulman - Ellen Shumsky - Marilyn Webb - Virginia Whitehill - Ellen Willis - Alice Wolfson - Dones del col·lectiu Our Bodies, Ourselves |